# Antipartisme
L’antipartisme politique, est le refus de l'existence de parti politique au sein d'un système démocratique.
Selon la revue française de science politique, il existerait deux formes d'antipartisme : l'une relevant d'« un antipartisme culturel marqué par des expériences socialisatrices communes négatives et un antipartisme réactif lié aux réactions critiques et conjoncturelles des citoyens ».

## Description

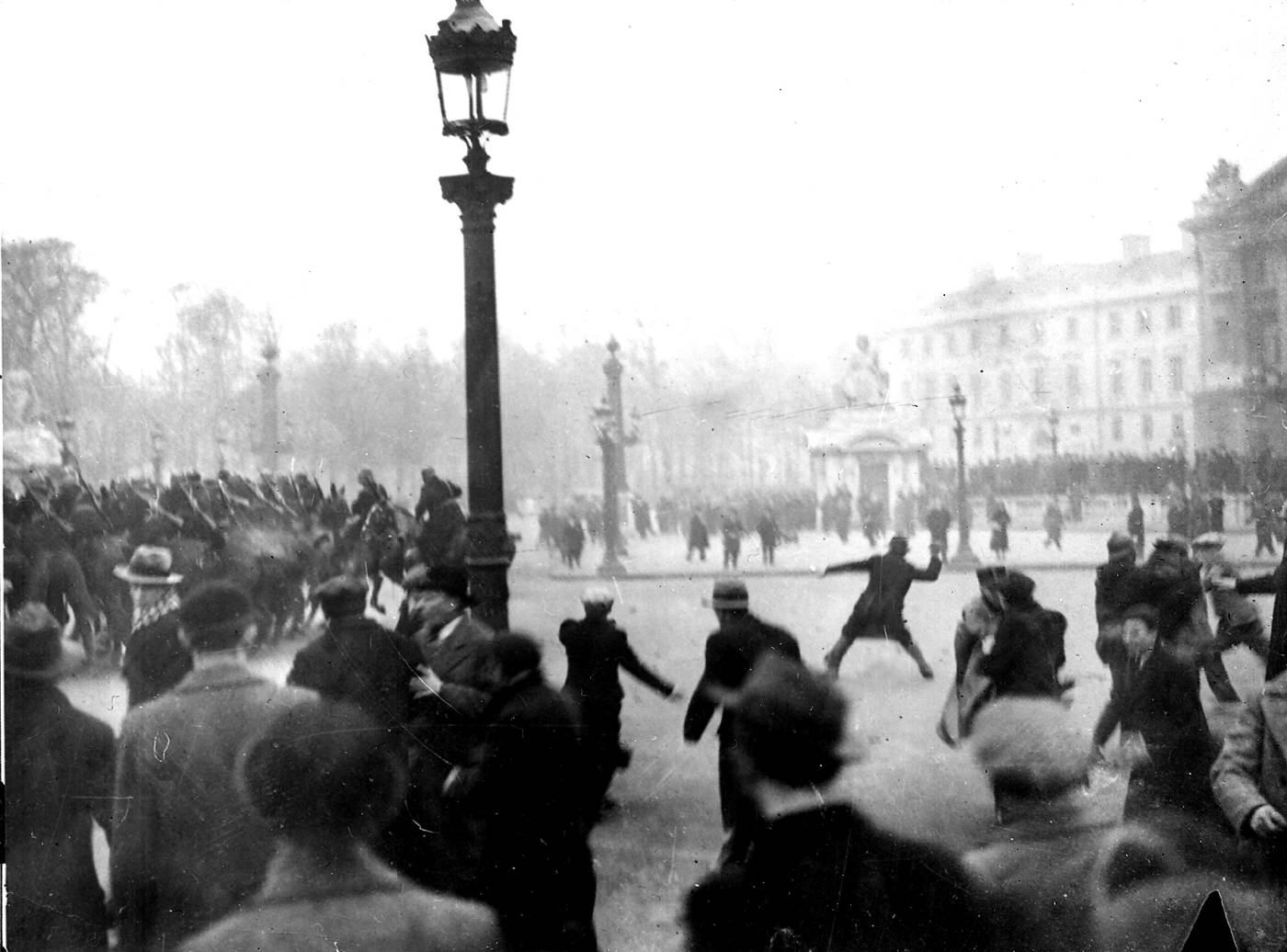
L'émeute du 6 février 1934 est une manifestation antiparlementaire et contre les partis traditionnels organisée à Paris devant la Chambre des députés, est liée au scandale de l'affaire Stavisky.

L'antipartisme qui se définit généralement par un rejet des partis traditionnels, se distingue de l'antipolitisme par le fait qu'il autorise un système de pensée politique.
L'antipartisme se caractérise de deux façons :
1. L'antipartisme dit « conjoncturel », se constitue en réaction à une situation précise et singulière à l'instar d'un scandale comme le scandale du Panama ou l'affaire Stavisky en France,
2. L'antipartisme dit « culturel », généralement plus enraciné dans la société au fil du temps, souvent lié à l'antiparlementarisme.

L'antipartisme est la conséquence directe du désenchantement et du sarcasme observés vis-à-vis de la classe politique et principalement de leurs partis politiques respectifs. Il peut conduire au désengagement politique ou s'exprimer par le vote protestataire et d'autres formes d'engagement politique.
On trouve des tendances à l'antipartisme dans certains mouvements tel l'anarchisme. Par exemple, la « Charte de Lyon » adoptée les 1er et 2 novembre 1926 par la Confédération générale du travail - Syndicaliste révolutionnaire à sa création (fondation-besnard.org) peut être considérée comme une expression syndicale d’antipartisme. En effet, la charte était fermement opposée à la neutralité envers les partis politiques - ou « apolitisme » - de la Charte d'Amiens et prônait la lutte active contre les partis politiques.
Certains antipartistes prônent une démocratie participative ou une démocratie citoyenne au lieu d'une démocratie basée sur l'existence de partis politiques liés à diverses doctrines, et contraire à l'avancement de la société.